# Alejandro Méndez García
Alejandro Méndez García (Elche, Alicante, 28 de julio de 2001), más conocido como Álex Méndez, es un futbolista español que juega en la demarcación de lateral izquierdo para el FC DAC 1904 Dunajská Streda de la Superliga de Eslovaquia.

## Trayectoria
Méndez, nacido en Elche, se formó en las categorías inferiores del CD Alcoyano hasta categoría juvenil. El 27 de enero de 2020, firma por el MFK Zemplín Michalovce de la Superliga de Eslovaquia.
El 21 de junio de 2022, hace su debut en la Superliga de Eslovaquia, disputando los 90 minutos de un encuentro frente al MFK Ružomberok que acabaría con empate a uno.
En la temporada 2020-21, disputa 14 partidos de liga y dos encuentros de copa.
En la temporada 2021-22, disputa 28 partidos de liga y tres encuentros de copa.
El 20 de diciembre de 2022, firma por el FC DAC 1904 Dunajská Streda de la Superliga de Eslovaquia.

## Clubes
| Club                        | País       | Año       |
| --------------------------- | ---------- | --------- |
| MFK Zemplín Michalovce      | Eslovaquia | 2020-2022 |
| FC DAC 1904 Dunajská Streda | Eslovaquia | 2023-     |